# I Grupa Kawalerii
I Grupa Kawalerii (chorw. I Konjanički sklop) – kawaleryjska jednostka wojskowa Chorwackiej Domobrany podczas II wojny światowej.

## Historia
Została sformowana w I połowie 1941 r. w Zagrzebiu. Na jej czele stanął płk Oto Egelsdorfer. 10 kwietnia 1942 r. poszczególne pododdziały przemaszerowały ulicami Zagrzebia w rocznicę proklamowania Niepodległego Państwa Chorwackiego. Pod koniec października tego roku 2 szwadron, stacjonujący w Varaždinie, stracił 1/3 stanu liczebnego w ciężkich walkach z partyzanckim Oddziałem Kalnickim w rejonie Križevci. Na przełomie lutego i marca 1943 r. 1 szwadron szturmowy i szwadron szkoleniowy uczestniczyły w antypartyzanckiej operacji „Mirko” w Górach Kalnik i Bilogora. W poł. marca szwadron szkoleniowy został przeniesiony do Ludbrega, gdzie pełnił zadania patrolowe.
Na początku września 1943 r. I Grupa Kawalerii była zaangażowana w walkach z partyzancką Brygadą „Braća Radić” w rejonie Varaždinskich Toplic. Pod koniec września 2 szwadron szturmowy w liczbie około 80 ludzi został prawie rozbity w wyniku niespodziewanego ataku partyzantów. Pod koniec 1943 r. 1 szwadron szturmowy został przeniesiony do Križevci. Na początku kwietnia1944 r. I Grupę Kawalerii prawdopodobnie włączono w skład Brygady Zmotoryzowanej.

## Skład organizacyjny
- dowództwo grupy – Zagrzeb
- 1 szwadron szturmowy – Zagrzeb, a następnie Križevci
- 2 szwadron szturmowy – Varaždin, a następnie Ludbreg
- 1 szwadron rekrucki – Zagrzeb
- szwadron szkoleniowy – Zagrzeb